# Talégalle de Cuvier
Talegalla cuvieri
Espèce
Statut de conservation UICN

 LC  : Préoccupation mineure
Le Talégalle de Cuvier (Talegalla cuvieri) est une espèce d'oiseaux appartenant à la famille des Megapodiidae.

## Description
Le Talégalle de Cuvier est un grand (jusqu'à 57 cm de long), mégapode noir à la face à peau nue jaune, au bec orange rougeâtre, à l'iris jaune, et aux pieds orange. La tête est couverte de plumes noires ressemblant à des poils. Les deux sexes sont semblables.

## Répartition
Oiseau endémique de la Papouasie occidentale, le talégalle de Cuvier habite les forêts de plaine de la péninsule de Doberai (à l'ouest de la chaîne de Sudirman) et l'île de Misool.

## Nidification
Il construit des nids faits de monticules de branches et de feuilles.